# Янченко Дмитро Олександрович
Дмитро́ Олекса́ндрович Я́нченко (30 вересня 1989 — 3 лютого 2015) — солдат Збройних сил України, учасник російсько-української війни.

## Життєпис
Батьки розлучилися, проживав з мамою Наталією Семенівною в однокімнатній квартирі на масиві «Торгмаш». Працювати почав іще в школі — старшокласником підробляв на підприємстві «Сапсан». Після смерті батька переїхав проживати на його квартиру, де також проживала тітка. 2007 року призваний на строкову службу, відслужив у Василькові та Броварах. Після демобілізації влаштувався працювати монтажником металопластикових вікон.
Брав активну участь у подіях Революції Гідності, чергував на блокпосту під «Броварами», коли міліція самоусунулася при появі «тітушок».
З початком війни йому прийшло кілька повісток, однак мама ховала їх від Дмитра. Зголосився до військкомату сам, знаходив час при підготовці приїхати до Броварів, щоб зіграти аматорський футбольний матч. Старший механік-гранатометник, 2-й об'єднаний польовий вузол зв'язку ГШ. Мамі оповідав, що він в Краматорську, кухар. 10 лютого мав приїхати у 10-денну відпустку додому.
Загинув 3 лютого 2015-го поблизу Дебальцевого під час мінометного обстрілу терористами базового табору — снаряд влучив у землю за кілька метрів від групи бійців, серед яких був і Дмитро, кілька вояків зазнали поранень.
5 лютого 2015-го похований в місті Бровари. Прощалися на броварському Майдані Свободи навколішках, засипавши останню дорогу квітами.

## Нагороди та вшанування
За особисту мужність і героїзм, виявлені у захисті державного суверенітету та територіальної цілісності України, вірність військовій присязі під час російсько-української війни, відзначений — нагороджений
- орденом «За мужність» III ступеня (посмертно)
- Наказом командира військової частини — п/п В4126 від 03.02.2015 № 50 присвоєно почесне найменування «Гвардієць» (посмертно)
- 25 грудня 2015 року на честь загиблого бійця в Броварах назвали вулицю Дмитра Янченка.
- 25 травня 2016 року в Броварах, на фасаді 2-ї школи, де навчалися бійці, відкрили меморіальну дошку Дмитру Янченку та Сергію Москаленку[1].
- 9 травня 2018 року в Броварах, на фасаді будинку по вулиці Володимира Великого, 10-б, де мешкав Дмитро Янченко, відкрили меморіальну дошку[2].